# Самсё (сыр)

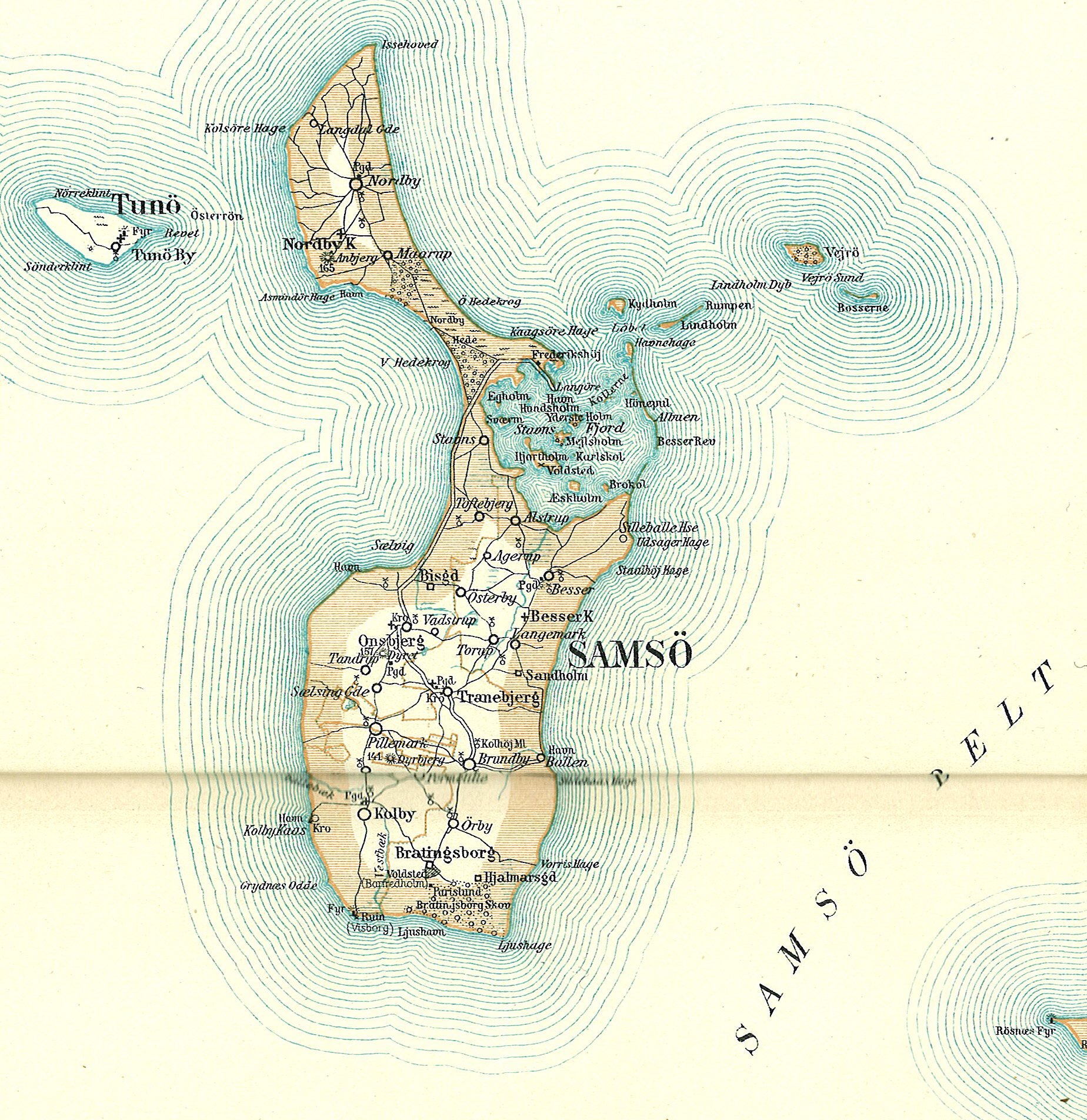
Карта острова Самсё, от которого сыр получил название

Самсё (дат. Samsø) — датский сыр из коровьего молока. Название получил от датского острова Самсё. Это национальный сыр Дании. Был создан в начале XIX века, когда король Дании пригласил в свою страну швейцарских сыроделов, чтобы перенять их опыт. Этот сыр похож на Эмменталь, хотя его вкус более мягкий: нежный и маслянистый, ореховый у молодого сыра и более острый с кисловато-сладким послевкусием у более зрелого. Имеет мягкую эластичную текстуру, жёлтый цвет и разного размера дырочки в небольшом количестве. Обычно имеет золотистую корочку, покрытую жёлтым парафином.